# Terremoto de Carmona (1504)
El terremoto de Carmona de 1504 fue un movimiento sísmico de grado 7 u 8 aproximadamente y que tuvo su epicentro en Carmona, en la provincia de Sevilla, afectando en mayor medida a Carmona y Los Alcores y, en menor medida, a la ciudad de Sevilla y a otros municipios de Andalucía.

## Descripción
Tuvo lugar entre las 9 y las 10 de la mañana del 5 de abril de 1504, cuando casualmente era Viernes Santo, cuando el Evangelio dice que ocurrió un terremoto al morir Cristo. El terremoto mató a 27 habitantes de Carmona y los daños costaron varios cientos de miles de maravedís, afectando a los barrios de viviendas y a las iglesias. Posteriormente, las malas cosechas de 1504, 1505 y 1506, unidas a la peste de 1507 mermaron la población de Carmona a la mitad. 
En la ciudad de Sevilla murieron dos mujeres y el terremoto afectó sobre todo a la iglesia y monasterio de San Francisco y a muchas casas. La tradición dice que las santas Justa y Rufina sostuvieron la Giralda para evitar que cayera. Esa escena fue muy conocida en la ciudad desde entonces.